# Staatliches Berufsschulzentrum Ilmenau
Das Staatliche Berufsschulzentrum Arnstadt-Ilmenau (SBSZ) hat seinen Sitz in Ilmenau, einer Universitätsstadt in Thüringen und liegt wie die Technische Universität Ilmenau auf dem Ehrenberg. Ein weiterer Schulstandort befindet sich in der Kreisstadt Arnstadt.

## Geschichte und Bedeutung
Das SBSZ Arnstadt-Ilmenau geht aus den beiden berufsbildenden Schulen des Ilm-Kreises hervor und wurde am 1. August 2017 gegründet. Beide Standorte können auf eine langjährige Geschichte zurückblicken und sind stolz auf ihre Traditionen. So liegt der Schwerpunkt in Arnstadt seit den 1940er-Jahren in den Berufen der Schmuck- und Metallgestaltung, die Wurzeln der Ilmenauer Glasausbildung gehen auf das Jahr 1839 zurück. Die Zusammenlegung beider Bildungseinrichtungen dient der Sicherung der wohn- und standortnahen Ausbildung von Fachkräften in der Region. Die Vorbereitung auf eine akademische Laufbahn bleibt weiterhin in Ilmenau konzentriert. An beiden Standorten ist das Erreichen des Haupt- oder Realschulabschlusses möglich. In Verantwortung des Standortes Arnstadt liegt die Beschulung von Jugendlichen in der Jugendstrafanstalt Arnstadt.

## Partnerschaften
- TU Ilmenau

Die TU Ilmenau gibt Informationsveranstaltungen für interessierte Abiturienten, die als Studenten in Frage kommen könnten. Dabei können die Schüler Vorlesungen besuchen. Außerdem haben die TU Ilmenau und das SBSZ am Standort Ilmenau eine gemeinsame Sporthalle.
- Regelschulen
- Staatliches Gymnasium Goetheschule Ilmenau

Schüler der 9. und 10. Klassen erhalten im Rahmen einer Kooperationsvereinbarung theoretischen und praktischen Unterricht in den Berufsfeldern Holz- und Metalltechnik im Werkstattgebäude am Standort Ilmenau.
- Solardorf Kettmannshausen e.V.

Der Solardorf Kettmannshausen e.V. experimentiert und beschäftigt sich mit erneuerbaren Energien. Die Zusammenarbeit mit dem SBSZ besteht darin, dass der Verein eine Außenstelle an der Schule besitzt.

## Angebote der Schule
- Duale Ausbildung (Standort Ilmenau)
  - Agrarwirtschaft: Forstwirt/-in
  - Elektrotechnik: Elektroniker/-in für Geräte und Systeme, Industrieelektroniker/-in, Systemelektroniker/-in
  - Wirtschaft/Verwaltung: Industriekaufmann/-frau, Kaufmann/-frau für Büromanagement, Kaufmann/-frau im Einzelhandel, Verkäufer/-in, Fachkraft für Lagerlogistik, Fachlagerist/-in
  - Einzelberufe: Mechatroniker/-in, Produktionstechnologe/-in, Verfahrensmechaniker/-in Glastechnik, Flachglasmechaniker/-in, Glasapparatebauer/-in, Glasmacher/-in, Glasveredler/-in
- Duale Ausbildung (Standort Arnstadt)
  - Metalltechnik: Industriemechaniker/-in, Maschinen- und Anlagenführer/-in, Fachkraft Metalltechnik
  - Fahrzeugtechnik: Kfz-Mechatroniker/-in
  - Ernährung/Hauswirtschaft: Fachpraktiker Hauswirtschaft
- Einzelberufe: Goldschmied/-in, Silberschmied/-in, Graveur/-in, Metallbildner/-in
- Wahlschulformen (Standort Ilmenau)
  - Berufsfachschule 1/2-jährig: Wirtschaft/Verwaltung, Technik
- Berufliches Gymnasium: Wirtschaft, Technik (Spezialisierungsrichtung Elektrotechnik)
  - Fachoberschule: Wirtschaft und Verwaltung, Gesundheit und Soziales
- Wahlschulformen (Standort Arnstadt)
  - Berufsfachschule 1/2-jährig: Ernährung/Hauswirtschaft, Technik
- Besondere Schulformen (beide Standorte)
- Berufsvorbereitungsjahr in verschiedenen Berufsfeldern
- Berufsvorbereitungsjahr Sprache in verschiedenen Berufsfeldern für Schüler nichtdeutscher Herkunftssprache